# بخش نالاندا
بخش نالاندا (به انگلیسی: Nalanda district) یک منطقهٔ مسکونی در هند است که در بخش پتنا واقع شده‌است. بخش نالاندا ۲٬۳۶۷ کیلومتر مربع مساحت و ۲٬۸۷۷٬۶۵۳ نفر جمعیت دارد.